# Barbate
Barbate es un municipio español de la provincia de Cádiz (Andalucía). Según el INE, en 2022 contaba con 22 872 habitantes. Su extensión superficial es de 143,47 km²  y tiene una densidad de 159,42 hab/km². Tiene una altitud media de 10 metros y se encuentra a 64 kilómetros de la capital de provincia, Cádiz. Pertenece a la comarca de La Janda y, a su vez, a la subcomarca de la Janda Litoral.
Se ubica en la desembocadura del río Barbate, en la costa próxima al cabo de Trafalgar, frente al que se desarrolló la batalla del mismo nombre. Tradicionalmente ha sido una población pesquera, dedicándose tanto a la pesca en los caladeros marroquíes como a la pesca del atún mediante el arte tradicional de la almadraba.
En este municipio se localizan el parque natural de La Breña y Marismas del Barbate y el cabo Trafalgar, declarado monumento natural. También ocupa parte del LIC Acebuchales de la Campiña Sur de Cádiz.
La localidad se independizó de Vejer de la Frontera el 11 de marzo de 1938, contando con un consistorio propio. De 1950 a 1998 se llamó oficialmente Barbate de Franco.  El 7 de marzo de 1998 recuperó su denominación, eliminado el término «Franco», mediante Decreto de la Junta de Andalucía.

## Historia

### Prehistoria
El término de Barbate ha estado habitado desde el Paleolítico inferior, destacando los yacimientos de la laguna de la Janda, donde se han encontrado bifaces y hendidores de achelense medio, antecedentes de las sociedades productoras que se fueron formando en torno al VIII milenio a. C. En la sierra del Retín existen varias cuevas con arte rupestre sureño, como La Fuente Santa, Las Marianas o Fuente Mariquilla, y ciertos ejemplos de megalitismo como los dólmenes del Caño Arado.
Entre el IV y el I milenio a. C. fueron desarrollándose las primeras sociedades campesinas en el entorno de la laguna de la Janda, destacando el poblado de Los Charcones, surgiendo posteriormente otros asentamientos en la Fuente del Viejo, la Cañada de la Breña o el Chorro. La población indígena probablemente vivió su revulsivo con la llegada de los fenicios a la costa gaditana en torno al siglo IX a. C. .

### Edad Antigua
Los fenicios encontraron en las marismas del Barbate un importante enclave para extraer sal para la salazón del pescado, así como para practicar la almadraba. El hallazgo de una ánfora de alabastro egipcia en el río Barbate podría acreditar que también fue un punto desde donde practicaron sus relaciones comerciales.
Los pueblos prerromanos que habitaron en la zona hubieron de ser los turdetanos o bien los bástulos, herederos de la civilización tartésica. En la sierra del Retín se localiza el Peñón del Aljibe, un oppidum que pudo ser su núcleo de población principal, en torno al cual se han encontrado asentamientos cartagineses. En la costa no hay evidencias de la existencia de un núcleo similar hasta la época romana, de la que datan los restos asociados a la antigua ciudad de Baesippo, citada en los textos clásicos de Plinio el Viejo y Pomponio Mela.
En el poema geográfico “Ora Marítima”, del romano Rufo Festo Avieno, al tratar sobre el litoral gaditano en los versos 317 a 321,  se refiere a las aguas del  Besilo que según los historiadores  es el río Barbate que indubitablemente desembocaba cerca localidad gaditana de igual nombre que era la ciudad turdetana y luego romana de Baesippo . Ambas palabras por lo demás comparte la raíz río Bes-ilo y la ciudad de Baes-ippo.
Baesippo fue una ciudad estipendiaria del Imperio romano, lo que significaba que tenía libertad para gobernarse a cambio de pagar un impuesto anual a Roma. Tuvo una importante industria pesquera, y se situaba en la confluencia de dos calzadas romanas, la Vía Heraclea y la Vía Asido. Era, junto a Baelo Claudia y Carteia, un destacado centro exportador de garum, una salsa de pescado muy codiciada en Roma.
Baesippo, a pocos kilómetros de las costas de África, y contando con un río navegable, se convirtió en un escenario fácil para los saqueos de piratas y corsarios, lo cual determinó el progresivo despoblamiento de la ciudad y de prácticamente todo el Estrecho, condicionante que se mantuvo hasta muchos siglos después.

### Edad Media
Tras la caída del Imperio romano y el comienzo de la era visigoda, se aceleró la desaparición de Baesippo. El cristianismo y el mundo rural fueron los ejes de la vida de los visigodos, quienes centraron su atención en las zonas rurales, como La Oliva y San Ambrosio, donde fundaron la ermita de la Oliva y la ermita de San Ambrosio. Otros factores que probablemente condujeron al fin de la ciudad fueron la invasión de los vándalos, la irrupción de los bizantinos y, finalmente, la conquista musulmana.
Los árabes,  dentro de la cora de Sidonia, crearon una fortaleza defensiva en la desembocadura del río Barbate, a la que llamaron Barbat, que quizás se rodeó de una pequeña aldea. Fue reconquistada en el siglo xiii por Alfonso X el Sabio, haciéndola depender de Vejer.
La condición fronteriza con el mundo árabe, unida a las acciones de piratería, agravó aún más la despoblación de la zona. El despoblamiento era tal que Alfonso XI, a mediados del siglo xiv, para atraer población, ofreció el indulto a los homicidas que sirviesen a la defensa de Tarifa durante un año y un día. Con ello, las almadrabas adquirieron mala fama por la baja ralea de su gente, dando lugar a la expresión "tomar la vía de Tarifa". Los reyes también crearon las Hazas de la Suerte, tierras comunales cuyo usufructo se sorteaba entre la población, como otro incentivo para proteger la frontera y repoblar la zona. Posteriormente, Juan II de Castilla donó Vejer y Barbate a Alonso Pérez de Guzmán, primer duque de Medina Sidonia, casa a la que se le concedió también el señorío de las almadrabas de la comarca.

### Edad Moderna
En el siglo xvi, tras la expulsión de los árabes, aumentaron considerablemente los ataques de los piratas berberiscos. Se debió fundamentalmente al enfrentamiento del Imperio turco contra las potencias cristianas europeas, que se aprovechó también del contexto de desarraigo de los moriscos expatriados.
Para proteger las costas y alertar a la población, Felipe II, dentro del plan de torres de vigilancia costera, ordenó a su comisionado real Luis Bravo de Laguna la construcción de torres vigía a lo largo de todo el litoral atlántico andaluz. Junto a Barbate se construyeron las torres del Tajo, de Meca y de Cabo de Gracia (actual Faro de Camarinal), así como torres interiores para comunicarse con Vejer, como la torre de Buenavista de San Ambrosio y la torre Corredera de Vejer. También se construyó el Castillo de Santiago, actualmente desaparecido, junto al río Barbate, con el fin de proteger su entrada. Estas medidas resultaron exitosas y posibilitaron la repoblación de la zona.

### Edad Contemporánea

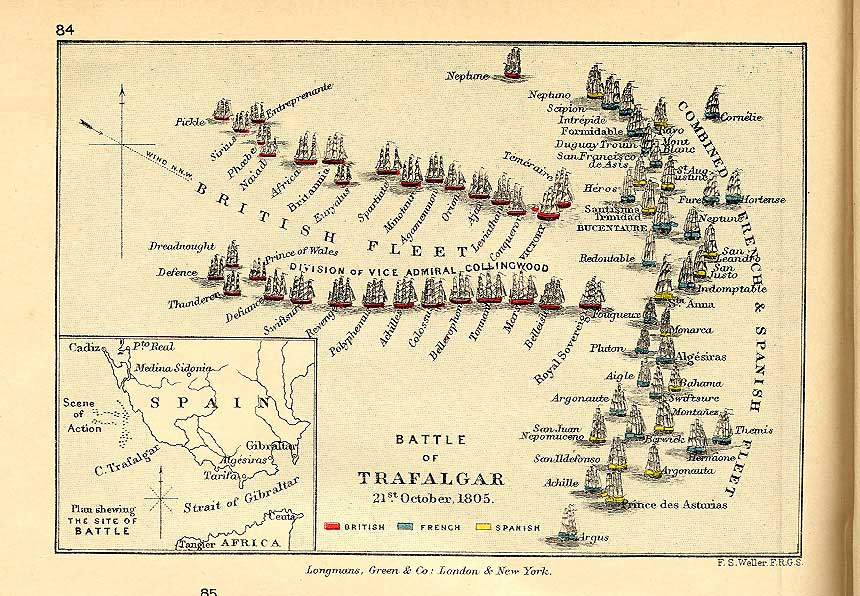
Mapa del orden de la Batalla de Trafalgar.

Entre los siglos xviii y xix Barbate fue una pequeña aldea de la que apenas queda constancia. Solo cabe destacar la llegada en 1778 del inmigrante maltés Paulo Mallia, quien se dice fundador del actual Barbate. Asimismo, las costas de Los Caños de Meca fueron escenario, en 1805, de una de las batallas más trágicas para la Armada Española, la batalla de Trafalgar, en la que la escuadra inglesa, dirigida por Nelson, derrotó al ejército español, aliado del francés, al mando de Villeneuve.
El gran cambio se produjo a finales del siglo xix, con la explotación de las almadrabas por parte de la familia Romeu. La economía local comenzó a experimentar un importante crecimiento y, uno de los Romeu, Serafín Romeu Fages, promovió numerosas mejoras para Barbate y Zahara a inicios del siglo xx, como la conducción de aguas y el adoquinado de las calles, así como diversas gestiones para acometer grandes obras. A petición de los barbateños, el rey Alfonso XIII le concedió el título de Conde de Barbate el 6 de marzo de 1922.
El crecimiento se disparó durante la Segunda República, gracias a la llegada de empresas conserveras de pescado y la mejora de la infraestructura portuaria. El mayor dinamismo y población de Barbate evidenció la necesidad de independizarse de Vejer. Estas ideas fueron divulgadas por los periódicos "El Heraldo de Barbate", "La Independencia de Barbate" y "El Destello", promovidos, entre otros, por el periodista Miranda de Sardi, el empresario Aniceto Ramírez y el alcalde pedáneo Tato Anglada. Este último fue uno de los asesinados durante la inmediatamente posterior guerra civil española. Fue durante el conflicto, el 11 de marzo de 1938, cuando Barbate se independizó, siendo Agustín Varo Varo el primer alcalde.
En plena vitalidad económica y demográfica, entre finales de los 50 y principios de los 60, se inauguraron importantes infraestructuras, como el Puerto de la Albufera, el Ayuntamiento y el Cine Atlántico. Este último, actualmente desaparecido, estaba inspirado en el Zoo Palast de Berlín, y fue un cine único en España. El 8 de diciembre de 1960, el pesquero "Joven Alonso" desapareció con sus 39 tripulantes, siendo una de las mayores tragedias marítimas vividas por el pueblo. En estos años el sector pesquero comenzó a decaer, a la vez que fue adquiriendo importancia el sector turístico. Fue precisamente cuando el consumo de pescado en España empezó a alcanzar cotas inusitadas y hubo que importarlo de otros países.
De la década de los ochenta destaca la expropiación de la sierra del Retín, incluyendo parte de las Hazas de la Suerte, en 1982, para convertirla en Campo de Adiestramiento Militar, situación que se mantiene en la actualidad. En 1989, el Parlamento Andaluz declaró el parque natural de La Breña y Marismas del Barbate. Por su parte, a finales de los noventa se rompieron los tratados de pesca con Marruecos, que no obstante han sido objeto de renovaciones parciales.
En los años 2000 destacan el rodaje de la película Atún y chocolate (2004) de Pablo Carbonell, que proyectó en el ámbito nacional la idiosincrasia de Barbate, y el fatal hundimiento del pesquero "Nuevo Pepita Aurora", que se cobró varias vidas, el 5 de septiembre de 2007. Por último, desde el año 2016 se celebra en el municipio el festival Cabo de Plata, en el que participan numerosos artistas nacionales y algunos internacionales.
En 2019 estrena himno y bandera.

## Geografía

### Geografía urbana
Los núcleos urbanos del término municipal son el núcleo principal de Barbate, la pedanía de Los Caños de Meca y la entidad local autónoma de Zahara de los Atunes, constituida en 2011. El resto del territorio es rústico, sin perjuicio de los diseminados de Zahora, San Ambrosio, Ribera de la Oliva, El Soto, Manzanete y El Cañillo.
| Localidades del municipio de Barbate (2011) |                                |                                            |                             |           |
| Nombre                                      | Rango                          | Coordenadas                                | Distancia a Barbate (en km) | Población |
| Barbate                                     | Núcleo y capital del municipio | 36°11′24″N 05°55′12″O / 36.19000, -5.92000 | -                           | 19 949    |
| Zahara de los Atunes                        | Entidad local autónoma         | 36°00′10″N 05°50′45″O / 36.00278, -5.84583 | 12                          | 1250      |
| Los Caños de Meca                           | Pedanía                        | 36°11′09″N 06°00′41″O / 36.18583, -6.01139 | 10                          | 279       |
| San Ambrosio                                | Caseríos y diseminados         | -                                          | 11                          | 342       |
| Zahora                                      | Caseríos y diseminados         | -                                          | 11                          | 478       |
| Ribera de la Oliva                          | Caseríos y diseminados         | -                                          | 0,5                         | 437       |
| El Soto                                     | Caseríos y diseminados         | -                                          | -                           | 97        |
| Manzanete                                   | Caseríos y diseminados         | -                                          |                             | 34        |
| El Cañillo                                  | Caseríos y diseminados         | -                                          | 1                           | 19        |
| TOTAL TÉRMINO MUNICIPAL                     | MUNICIPIO                      | -                                          | -                           | 22 808    |

### Geografía física

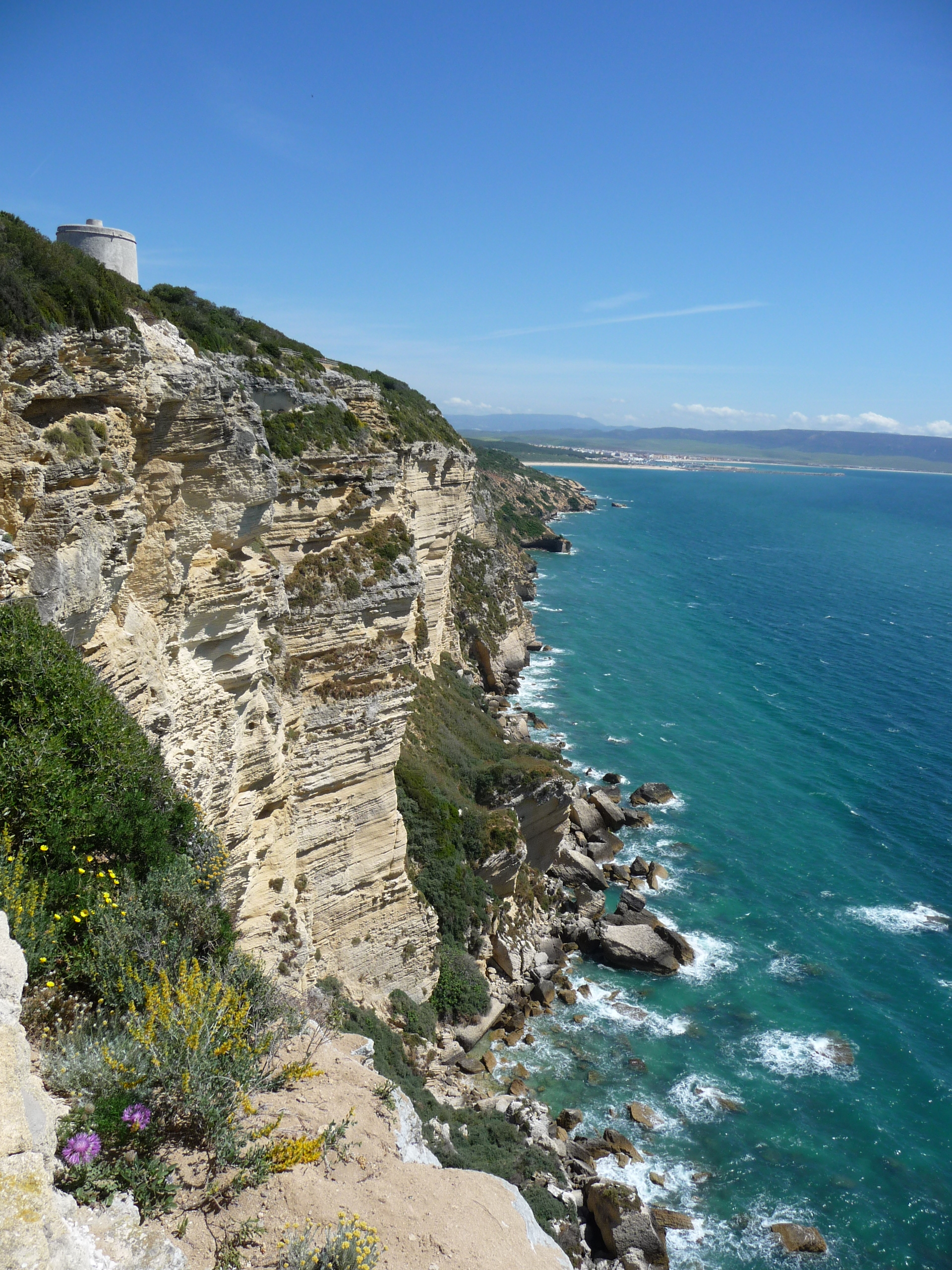
Acantilado del Tajo y ensenada de Barbate.

#### Ubicación y relieve
La localidad de Barbate se ubica en la desembocadura del río Barbate, entre los cerros de la Breña y las marismas del río. El término municipal linda al norte con Vejer de la Frontera, al este con Tarifa y al Sur y Oeste con el océano Atlántico.
En el relieve de Barbate destaca la sierra del Retín, que ocupa el Este del municipio y supera los 200 metros de altura. También cabe mencionar las lomas de la Breña, la Porquera y el Següesal, entre otras, situadas entre el Oeste y el Norte, que apenas alcanzan los 200 metros.
Los 25 kilómetros de costa del municipio se corresponden en su mayoría con la ensenada de Barbate, que se extiende hasta el cabo de Gracia, ya en Tarifa. A lo largo de la misma se suceden el cabo de Trafalgar, los acantilados de la Breña y playas de arena fina. De oeste a este, las playas del municipio son las siguientes:
- Playa de Mangueta. Playa virgen que linda con la playa de El Palmar de Vejer.
- Playa de Zahora. Discurre junto al diseminado de Zahora. Forma la cala de la Aceitera al llegar al cabo Trafalgar.
- Playa de Los Caños de Meca. Se suele dividir en playa de Trafalgar, para designar a la parte junto al cabo, playa de Marisucia, para la zona urbana, y cala de las Cortinas, para la parte cercana a los acantilados.
- Playa de la Hierbabuena. Playa virgen de Barbate, separada del núcleo urbano y enmarcada en el parque natural. En su extremo occidental se encuentran los acantilados y algunas calas de difícil acceso.
- Playa del Carmen. Playa urbana de Barbate, dotada de paseo marítimo y diversos servicios.
- Playa del Cañillo. Continuación de la playa del Carmen tras atravesar el río Barbate. Se la conoce también como "playa del Botero".
- Playa de Pajares. Playa virgen a los pies de la sierra del Retín. Es separada de la playa de Zahara por el río Cachón.
- Playa de Zahara. Playa semiurbana, que discurre por Zahara de los Atunes hasta llegar al término municipal de Tarifa, a partir del cual recibe el nombre de playa de Atlanterra.

| Noroeste: Vejer de la Frontera | Norte: Vejer de la Frontera | Noreste: Vejer de la Frontera |
| Oeste: Océano Atlántico        |                             | Este: Tarifa                  |
| Suroeste Océano Atlántico      | Sur: Océano Atlántico       | Sureste: Océano Atlántico     |

#### Geología
Los terrenos de la Janda Litoral tienen unos orígenes que se remontan al período comprendido entre el Jurásico y el Cuaternario. El estuario del río Barbate sirve de línea divisoria entre dos tipos de materiales, preorogénicos y postorogénicos:
- Los primeros se sitúan al sureste, y abarcan materiales como las calizas jurásicas del Peñón de Gibraltar y varias formaciones flyschoides que van desde el Cretáceo Medio hasta el Mioceno inferior (arcillas con cuarcitas, arcillas con areniscas margosas). Las sierras del Retín y de la Plata tienen su origen en las fuerzas tectónicas tangenciales de los movimientos orogénicos de las últimas fases alpinas, que desplazaron y desgajaron gruesos bancos de arenisca con pocos materiales finos. En estas sierras las fallas y los buzamientos son numerosos.
- Los materiales postorogénicos son menos diversos que los anteriores, y abarcan edades que datan desde el Mioceno Superior al Cuaternario. Se trata de calcarenitas biogénicas, calizas ostioneras y conglomerados, margas y arenas basales.

#### Hidrografía

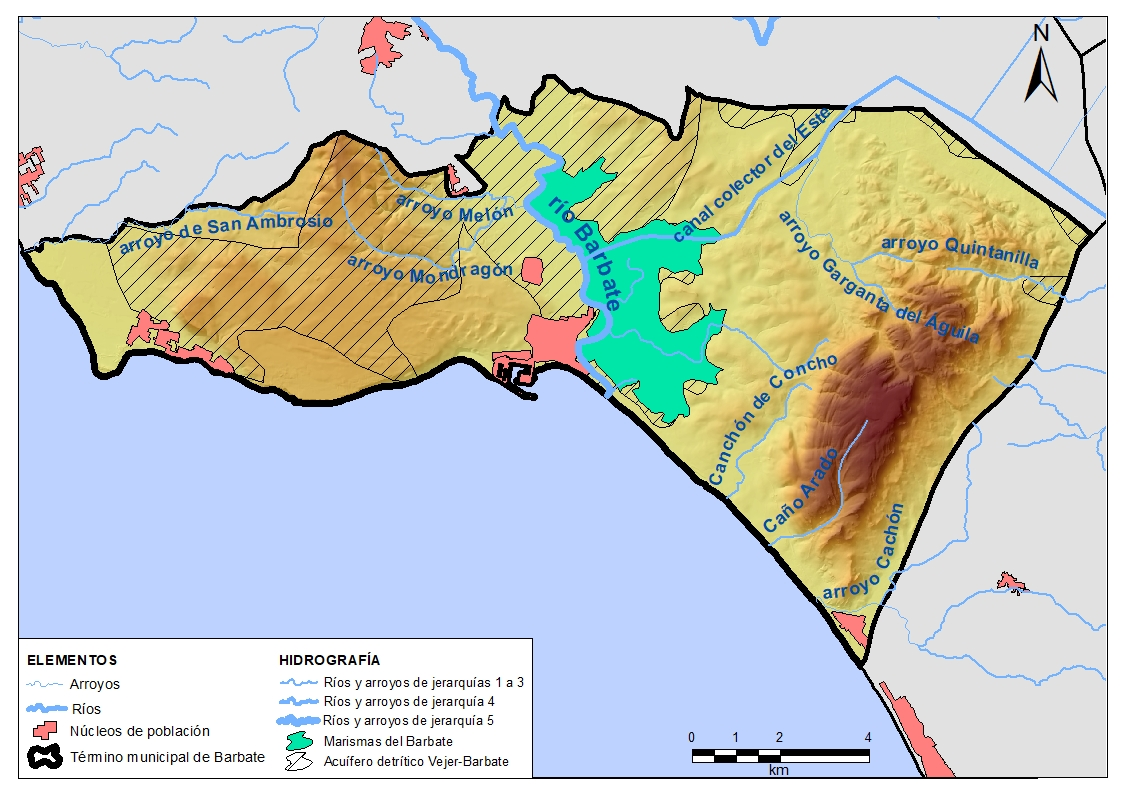
Mapa hidrográfico de Barbate.

El río más destacado del municipio es el río Barbate, que junto al Guadalete forman los dos principales ríos de la provincia de Cádiz. En este sentido, en materia de gestión de los recursos hídricos Barbate se incluye en la demarcación hidrográfica Guadalete-Barbate. El río forma unas marismas que se encuentran en una avanzada fase de relleno, por lo que presentan una pérdida progresiva de la incidencia de las mareas.
El río Barbate presenta dos afluentes en el municipio, que son los arroyos Melón y Mondragón. Ambos nacen en los cerros de la Breña y desembocan en el margen derecho del río. También nace en la Breña el arroyo de San Ambrosio, que desemboca en Zahora formando una llanura de inundación.
Los demás arroyos nacen en la sierra del Retín. El arroyo del Canchón de Concho nace en el margen occidental de la sierra, y desemboca formando una amplia llanura. Destacan también los arroyos del Caño Arado, Quintanilla, Garganta del Águila y el arroyo Cachón, que discurre por Zahara de los Atunes.
Según el Plan de Prevención de avenidas e inundaciones en cauces urbanos andaluces, se mencionan en Barbate tres áreas con riesgo C (el tercer nivel de cuatro). Dos de ellas se encuentran en el diseminado de Ribera de la Oliva, en la parte donde conecta con el arroyo Mondragón y con el río Barbate, respectivamente, y la tercera se localiza en Zahara por la influencia del arroyo Cachón.
Por último, cabe señalar la presencia del acuífero detrítico Vejer-Barbate, del que parte parcialmente el abastecimiento del municipio.

#### Fauna y flora

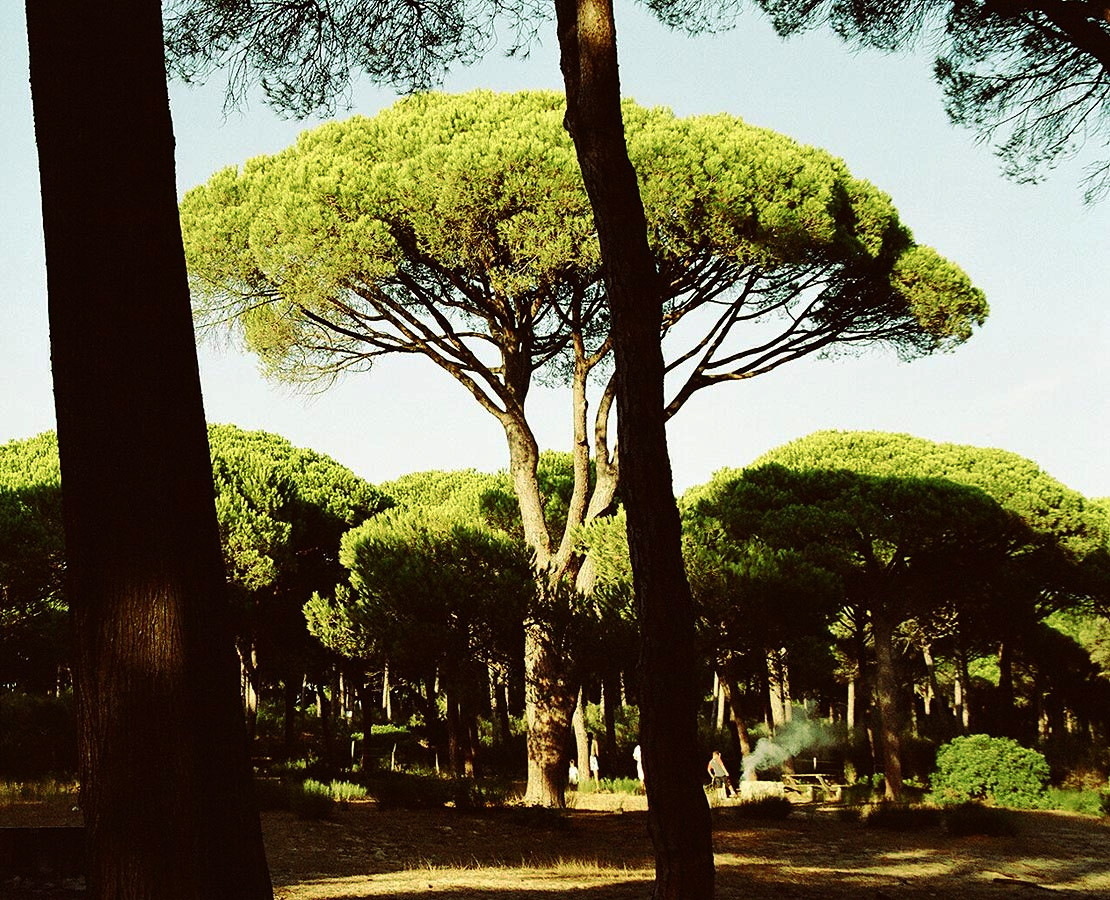
Pino piñonero (Pinus pinea).

La fauna y la flora se encuentran presentes dentro de los tres elementos principales que conforman el paisaje de Barbate, que son el pinar, el acantilado y la marisma:
- Pinar. Dentro de la fauna del pinar, entre las aves destacan el mirlo común, el cárabo, el carbonero, el cuervo, el jilgero, el herrerillo común y la cogujada común. Entre los reptiles, se encuentran la víbora, la culebra bastarda, el lagarto ocelado, el eslizón tridáctilo, la salamanquesa, la culebra de agua, la culebra de herradura y el camaleón. La presencia de los anfibios queda restringida a las zonas húmedas, pudiendo citarse el sapo, el tritón jaspeado, la ranita verde y el sapo de espuelas. Respecto a la flora, el pino existente proviene en su mayoría de una repoblación de inicios del siglo xx de pino piñonero. Otras especies xerófilas son el lentisco, el romero, la retama, la bufalaga, la sabina y la gayomba. Entre las especies mesófilas se encuentran el pino carrasco, el enebro, la coscoja, la acedera común, el madroño, la coronilla y el muraje.
- Acantilado. De este elemento destaca su avifauna, entre la que se pueden observar la garceta común y el cuervo, que ejercen de depredadores sobre las puestas y crías de la garcilla bueyera. También se encuentran el vencejo común, la paloma bravía y las únicas poblaciones de ibis eremita de toda la Unión Europea. De la flora destacan el enebro, la sabina, la gatuña y el jaguarzo blanco.
- Marisma. Respecto a este elemento, entre su fauna marina destacan la dorada, el robalo, el lenguado, la anguila y la lisa. Los bancos de moluscos de interés comercial (almeja, ostión, mejillón y verdigón) están condicionados por la calidad del agua y el tipo de sustrato. Salvo la coquina, el resto de los moluscos limitan su área de dispersión a la zona de salinidad de influencia marina. El langostino realiza parte de su ciclo en el río Barbate, penetrando la larva y criándose en las zonas más ricas de agua salobre, para en invierno abandonar el río saliendo al mar. También existen especies de camarones y cangrejos. Respecto a la avifauna, sobre los pastizales de zonas altas de suelos lavados se encuentran estorninos, garcillas bueyeras y trigueros. En invierno abundan las avefrías y, en menor número, chorlitos dorados. En las planicies salinas crían la terrera marismeña y la común. Propios de estas zonas son también la canastera y la cogujada. En las proximidades del agua encontramos lavanderas blancas y boyeras, y es frecuente el buitrón. Respecto a la flora, destacan el almajo, el almajo dulce y los pequeños retazos de pasto existente, de escasa cobertura, con Hordeum marinum, Triglochin barrelieri y Spergularia sp, que denotan una alta salinidad del suelo.

#### Clima
El clima de Barbate y del resto de la Janda Litoral se corresponde con el mediterráneo, con una escasa amplitud térmica y temperaturas suaves a lo largo de todo el año. El verano está libre de temperaturas extremas, ya que el mes más cálido (agosto) tiene una temperatura media de unos 23 °C. Durante los meses de invierno se dan temperaturas diarias mínimas superiores a los 8 °C, lo que implica que no se producen heladas.
| Parámetros climáticos promedio de Barbate, España                                 | Parámetros climáticos promedio de Barbate, España | Parámetros climáticos promedio de Barbate, España | Parámetros climáticos promedio de Barbate, España | Parámetros climáticos promedio de Barbate, España | Parámetros climáticos promedio de Barbate, España | Parámetros climáticos promedio de Barbate, España | Parámetros climáticos promedio de Barbate, España | Parámetros climáticos promedio de Barbate, España | Parámetros climáticos promedio de Barbate, España | Parámetros climáticos promedio de Barbate, España | Parámetros climáticos promedio de Barbate, España | Parámetros climáticos promedio de Barbate, España | Parámetros climáticos promedio de Barbate, España |
| Mes                                                                               | Ene.                                              | Feb.                                              | Mar.                                              | Abr.                                              | May.                                              | Jun.                                              | Jul.                                              | Ago.                                              | Sep.                                              | Oct.                                              | Nov.                                              | Dic.                                              | Anual                                             |
| --------------------------------------------------------------------------------- | ------------------------------------------------- | ------------------------------------------------- | ------------------------------------------------- | ------------------------------------------------- | ------------------------------------------------- | ------------------------------------------------- | ------------------------------------------------- | ------------------------------------------------- | ------------------------------------------------- | ------------------------------------------------- | ------------------------------------------------- | ------------------------------------------------- | ------------------------------------------------- |
| Temp. máx. media (°C)                                                             | 15.3                                              | 16.2                                              | 17.8                                              | 19.5                                              | 21.9                                              | 24.8                                              | 27.1                                              | 27.4                                              | 26                                                | 22.6                                              | 18.8                                              | 16.1                                              | 21.13                                             |
| Temp. mín. media (°C)                                                             | 8.2                                               | 8.8                                               | 10.7                                              | 12.2                                              | 14.2                                              | 17.1                                              | 19.2                                              | 19.8                                              | 18.2                                              | 15.1                                              | 11.3                                              | 9.1                                               | 13.68                                             |
| Precipitación total (mm)                                                          | 100                                               | 103                                               | 109                                               | 61                                                | 33                                                | 11                                                | 0.0                                               | 3                                                 | 19                                                | 74                                                | 116                                               | 134                                               | 763                                               |
| Fuente: Climate-Data.org, climate data for cities worldwide. 30 de agosto de 2013 |                                                   |                                                   |                                                   |                                                   |                                                   |                                                   |                                                   |                                                   |                                                   |                                                   |                                                   |                                                   |                                                   |

Respecto a las precipitaciones, la influencia del anticiclón de las Azores en los meses de verano da lugar a una estación seca, con 0 mm en julio y 3 mm en agosto. Las precipitaciones totales son intermedias, de unos 763 mm, debido a la marcada influencia atlántica. Las lluvias se concentran sobre todo en los meses de invierno, siendo el mes más pluvioso el de diciembre con unos 134 mm.

## Demografía
Barbate cuenta con una población de 22 709 habitantes (INE 2024).
| Gráfica de evolución demográfica de Barbate entre 1940 y 2021 |
| |
| Población de derecho según los censos de población del INE Población de hecho según los censos de población del INEEn estos censos se denominaba Barbate de Franco: 1950, 1960, 1970, 1981 y 1991. Entre el censo de 1940 y el anterior, aparece este municipio porque se segrega del municipio Vejer de la Frontera. |

Evolución demográfica
El municipio de Barbate ha experimentado un gran crecimiento a lo largo del siglo xx, multiplicándose su población por veinte entre los años 1900 (1024 habitantes) y 1970 (20 297 habitantes). El período de mayor crecimiento corresponde a los años posteriores a la independencia de Vejer (1938). Desde la década de los 90, salvando algunos altibajos, las cifras de población de Barbate se han mantenido prácticamente constantes, contando con 22 808 habitantes a 1 de enero de 2015.
Pirámide de población
La diferencia entre la población masculina y femenina en Barbate sigue la tendencia general, con más nacimientos de hombres y con una mayor esperanza de vida de las mujeres. El desequilibrio entre ambos sexos no es excesivamente acusado, y comienza a partir de los 65 años, mucho más tarde que en otros municipios españoles (a los 40 años aproximadamente). Otra diferencia singular de esta pirámide es la superioridad que presentan los hombres respecto a las mujeres hasta los 59 años (41,99 % frente a un 39,38 %).
La pirámide de población de Barbate muestra un ejemplo más de régimen demográfico moderno, en la que puede observarse un encogimiento de la base, un abombamiento en la parte central y un ligero ensanchamiento en la cúspide, lo que denota un envejecimiento de la población. Sin embargo, este ejemplo de régimen moderno es poco acusado, ya que, a diferencia lo que ocurre en muchos lugares de España, la población de más de 60 años (18,12 %) sigue siendo menor que la población de menos de 20 años (22,77 %). El tramo 30-50 años es el que concentra un mayor porcentaje de la población (32,39 %).
Población extranjera y movimientos migratorios
De 22 885 personas censadas en 2011, 745 eran extranjeras, lo que supone un 3,26 % de la población. La mayor parte de los inmigrantes provienen de Europa (un 55,84 %, destacando Alemania con 138 personas), aunque hay que destacar la población procedente de Marruecos (161 personas), que es el país que más aporta (un 21,61 % de los extranjeros y un 0,7 % de la población total).
En 2011, la emigración interior se cifró en 503 personas y la inmigración interior en 395. Se produjeron 29 emigraciones al extranjero, de las cuales 7 son de españoles y 22 de extranjeros. Por último, tuvieron lugar 52 inmigraciones procedentes del extranjero, de las cuales 10 son de españoles y 42 de extranjeros. Estos datos siguen la tendencia iniciada el año anterior, dando lugar a un saldo migratorio negativo en ambos.
| Continente | Países                                                                              | Total |
| África     | Marruecos (161), resto de África (23)                                               | 184   |
| América    | Argentina (15), Colombia (26), Ecuador (1), resto de América (78)                   | 120   |
| Asia       | China (25)                                                                          | 25    |
| Europa     | Alemania (138), Francia (45), Reino Unido (97), Rumanía (13), resto de Europa (123) | 416   |
| Total      | -                                                                                   | 745   |

|                       | Año                   | 2011 | 2010 | 2009 | 2008 | 2007 | Total |
| Inmigrantes           | Inmigración interior  | 395  | 455  | 446  | 496  | 454  | 2246  |
|                       | Inmigración exterior  | 52   | 45   | 76   | 98   | 78   | 349   |
|                       | Inmigración total     | 447  | 500  | 522  | 594  | 532  | 2595  |
| Emigrantes            | Emigración interior   | 503  | 466  | 440  | 457  | 497  | 2363  |
|                       | Emigración exterior   | 29   | 74   | 50   | 50   | 15   | 218   |
|                       | Emigración total      | 532  | 540  | 490  | 507  | 512  | 2581  |
| Saldo migratorio neto | Saldo migratorio neto | -85  | -40  | 32   | 87   | 20   | 14    |

## Economía
Sector primario

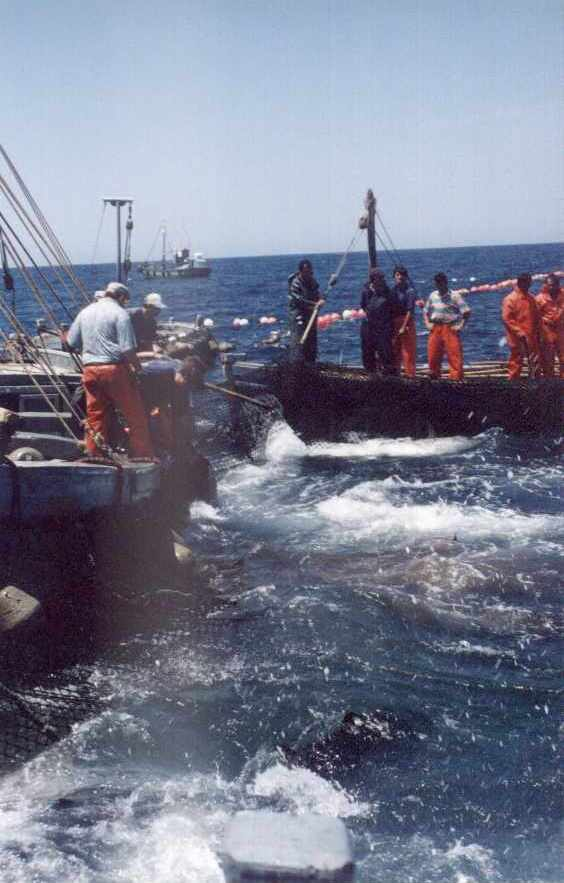
Pesca del atún en Barbate.

La actividad económica tradicional de Barbate, la pesca, ha perdido importancia a causa de la restricción de los caladeros marroquíes. Aún pervive la pesca de cerco, conocida como "traíña", y la almadraba, la cual es una actividad estacional y que genera actividad auxiliar. Tiene lugar durante el paso migratorio del atún rojo hacia el Mediterráneo y durante la vuelta de este al Atlántico tras desovar.
Sector secundario
Dentro de las actividades secundarias, Barbate se ha dedicado tradicionalmente a la industria conservera y de salazón. Un logro significativo en el sector fue la construcción en 2008 del polígono industrial "El Olivar", el cual atrajo a las principales empresas locales dedicadas al sector pesquero y a la industria auxiliar. Al margen de las actividades industriales tradicionales, en el polígono se ha instalado una empresa dedicada a la producción de luminarias basadas en tecnología led.
Sector terciario
Es el área de actividad más importante del municipio, ya que emplea al 66 % de la población ocupada (datos de 2007). Barbate vive principalmente del turismo, destacando como centros turísticos importantes Zahara de los Atunes y Los Caños de Meca. Cuenta con 703 plazas en hoteles y 729 plazas en hostales y pensiones, a lo largo de 43 establecimientos hoteleros.
Plazas hoteleras de Barbate en 2011
| Tipo                 | Tipo            | Establecimientos | Habitaciones |
| -------------------- | --------------- | ---------------- | ------------ |
| Hoteles              | 5 estrellas     | 0                | 0            |
| Hoteles              | 4 estrellas     | 1                | 48           |
| Hoteles              | 3 estrellas     | 4                | 419          |
| Hoteles              | 2 estrellas     | 6                | 124          |
| Hoteles              | 1 estrella      | 4                | 112          |
| Hoteles              | Total           | 15               | 703          |
| Hostales y pensiones | 1 y 2 estrellas | 28               | 729          |
| Hostales y pensiones | Total           | 28               | 729          |
| TOTAL                | TOTAL           | 43               | 1432         |

### Evolución de la deuda viva municipal
El concepto de deuda viva contempla sólo las deudas con cajas y bancos relativas a créditos financieros, valores de renta fija y préstamos o créditos transferidos a terceros, excluyéndose, por tanto, la deuda comercial.
| Gráfica de evolución de la deuda viva del Ayuntamiento de Barbate entre 2008 y 2024                |
| |
| Deuda viva del Ayuntamiento de Barbate, en miles de euros, según datos del Ministerio de Hacienda. |

## Administración
Administración local

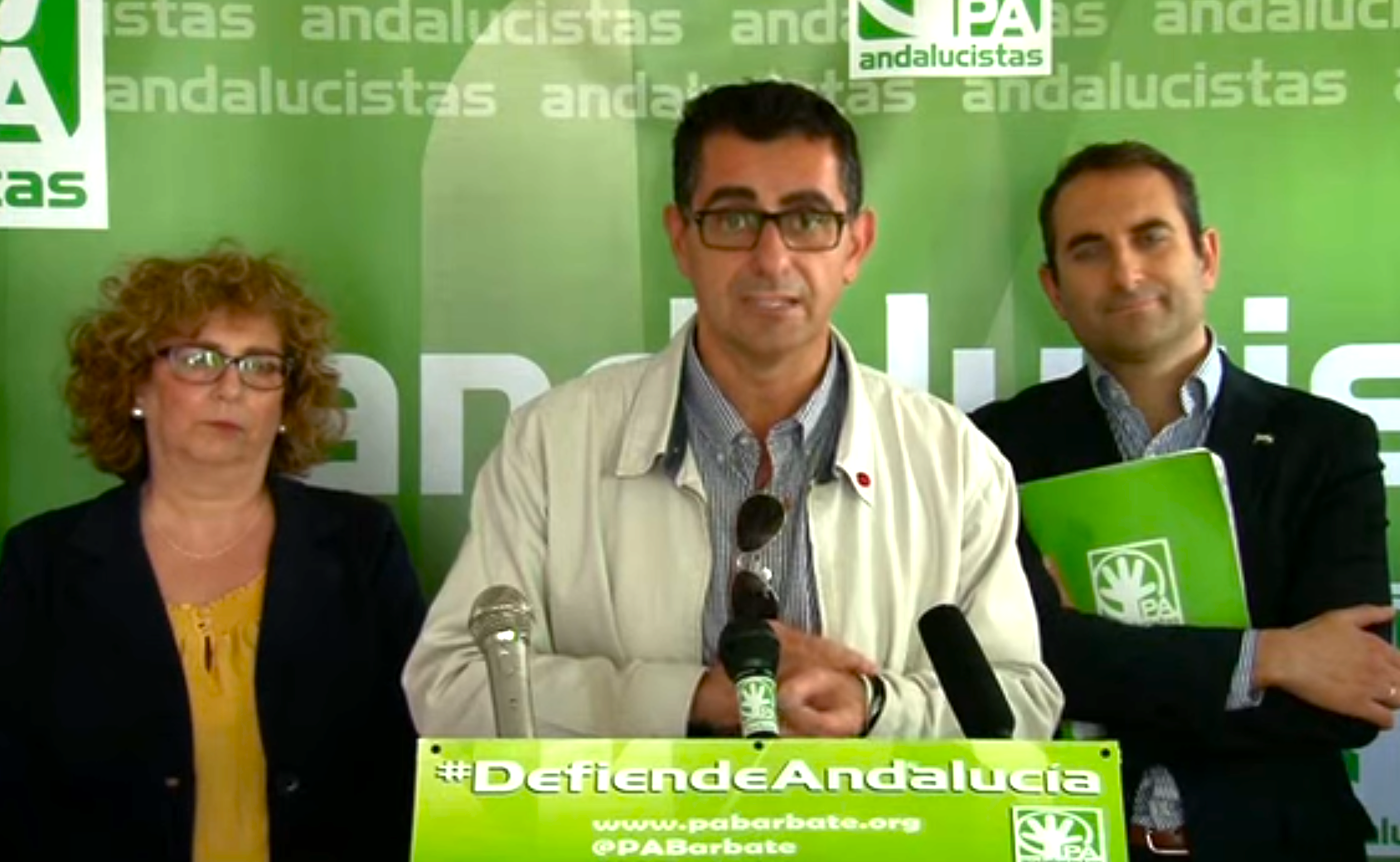
Miguel Molina Chamorro del Partido Andalucista, actual alcalde de Barbate

El Ayuntamiento de Barbate es de régimen común, por lo que, de acuerdo con su población, se compone de 21 concejales, elegidos mediante sufragio universal, libre, directo y secreto cada cuatro años. Actualmente está presidido por el alcalde Miguel Molina, del Partido Andalucista.
La entidad local autónoma de Zahara de los Atunes tiene autonomía en ciertas competencias, y se organiza en una Junta Vecinal compuesta por 5 vocales.
Administración intermunicipal
Barbate pertenece a la Mancomunidad de Municipios de La Janda, constituida en 1995, que agrupa a todos los municipios de la comarca además de San José del Valle (de la Campiña de Jerez).
Administración autonómica
La Administración de la Junta de Andalucía tiene presencia en Barbate a través de la Agencia Pública de Puertos de Andalucía, que gestiona el Puerto de la Albufera, y del Servicio Andaluz de Empleo.
Administración nacional
Dependientes de la Administración General del Estado, Barbate cuenta con distrito marítimo, Dirección local del Instituto Social de la Marina, oficina del Registro de la Propiedad y dos Juzgados de Primera Instancia e Instrucción, encabezando el partido judicial n.º 14 de la provincia de Cádiz, en el que se incluye también a Vejer.
| Periodo   | Nombre                                                          | Partido |
| --------- | --------------------------------------------------------------- | ------- |
| 1979-1983 | Serafín Núñez Sánchez                                           | PSOE    |
| 1983-1987 | Serafín Núñez Sánchez                                           | PSOE    |
| 1987-1991 | Serafín Núñez Sánchez (hasta 1990) Francisco Tamayo Bernal      | PP      |
| 1991-1995 | Francisco Tamayo Bernal                                         | PP      |
| 1995-1999 | Serafín Núñez Sánchez (hasta 1998) Francisco bueno Bernabé      | IND-PP  |
| 1999-2003 | Francisco bueno Bernabé (hasta 1999) Juan Manuel de Jesús Núñez | PP-IBA  |
| 2003-2007 | Juan Manuel de Jesús Núñez                                      | IBA     |
| 2007-2011 | Rafael Quirós Cárdenas                                          | PSOE    |
| 2011-2015 | Rafael Quirós Cárdenas                                          | PSOE    |
| 2015-2019 | Miguel Molina Chamorro                                          | PA      |
| 2019-2023 | Miguel Molina Chamorro                                          | PA      |

## Infraestructuras

### Urbanismo y arquitectura
A pesar de haber existido núcleos urbanos como Baesippo o Barbat, la configuración actual de Barbate data de mediados del siglo xix. Esto tiene dos consecuencias principales en su urbanismo: la ausencia de trazado irregular en las calles y la reciente datación histórica de las infraestructuras de la localidad.
Las viviendas más antiguas de la localidad se encuentran en el casco antiguo, de calles peatonales y que tiene un trazado menos regular que el resto del núcleo. En la calle Nuestra Señora de la Oliva destacan una serie de viviendas de pescadores, que datan de inicios del siglo xx aproximadamente, las cuales están construidas mediante mampuestos y tienen tejado a dos aguas de tejas curvas sobre entramado de vigas de madera. Fue a partir de la segregación de Barbate en 1938 cuando, acompañada del incremento demográfico y económico, se produjo la expansión urbanística de Barbate, en la que fueron figuras elementales Agustín Varo y Serafín Romeu como promotores y el madrileño Casto Fernández-Shaw Iturralde como arquitecto.
Entre los años 40 y 50, Casto Fernández-Shaw proyectó la construcción del ayuntamiento, que aún se utiliza como tal, y de la lonja de pescados y del matadero, que han sido reconvertidos en espacios de usos múltiples. Para el ayuntamiento, el arquitecto se inspiró en el estilo neoclásico, con la idea de hacer de la sede del Consistorio un edificio monumental y solemne. Por otro lado, la que hoy es la Lonja Vieja de Barbate fue una de las obras más características del madrileño. Es una muestra de racionalismo arquitectónico, en la que prima la funcionalidad del edificio sobre su imagen. Pese a esto, el edificio evoca claramente la figura de un barco varado a orillas del río, gracias a un torreón a modo de mascarón de proa y a unos vanos semejantes a ojos de buey. Por su parte, para el matadero, hoy convertido en centro cultural, Casto Fernández-Shaw optó por la arquitectura tradicional andaluza, que tiene elementos como la organización en torno a un patio (como un cortijo cerrado), las cubiertas de teja a dos aguas y el encalado de los muros.

### Monumentos
Tal y como se ha dicho anteriormente, el Barbate que se conoce hoy en día es de reciente fundación, por lo que su núcleo urbano no posee vestigios arquitectónicos muy antiguos, no siendo así en el resto del término municipal, donde podemos encontrar algunas construcciones singulares.
Dentro de la arquitectura civil, en las inmediaciones del parque natural de La Breña y Marismas del Barbate se encuentran las torres vigía del Tajo y de Meca, la primera construida en el siglo xvi y la segunda en el xix. Cercano al parque natural se localiza el cabo Trafalgar, sobre el que se asientan el faro del mismo nombre y la Torre de Trafalgar, que data de la misma fecha que la Torre del Tajo y cumplía las mismas funciones defensivas. Ajeno a lo arquitectónico, el cabo Trafalgar está protegido con la fórmula de monumento natural bajo el nombre de Tómbolo de Trafalgar.
Respecto a la arquitectura religiosa, en la entidad de población de San Ambrosio se ubica la ermita del mismo nombre, de origen visigótico y paleocristiano, declarada Bien de Interés Cultural. Volviendo a la arquitectura civil, en San Ambrosio se localiza también una singular hacienda del siglo xviii, conocida popularmente como "El Palomar de La Breña". Actualmente inactivo y convertido en hotel rural, es el palomar más grande del mundo, inscrito en el Libro Guinness de los Récords.
En la entidad local autónoma de Zahara destaca un ejemplo de arquitectura civil, el Castillo de Zahara de los Atunes, que data del siglo xv y estaba dedicado a articular y completar el procesado del atún. Por último, como vestigios arqueológicos importantes, en la sierra del Retín se localizan numerosos abrigos con pinturas rupestres, entre los que destacan el de La Fuente Santa y el de Morjana.

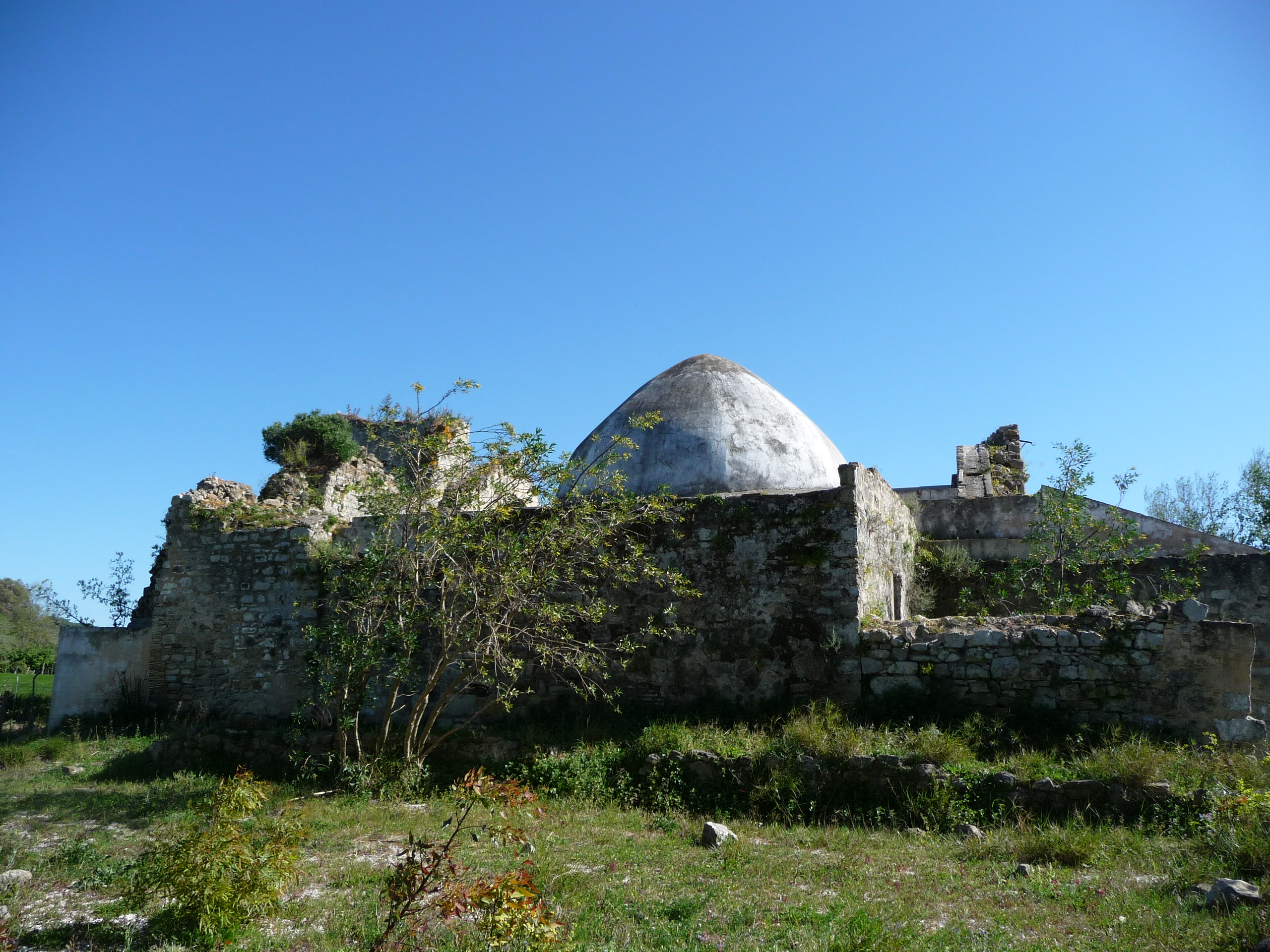
Ermita de San Ambrosio.
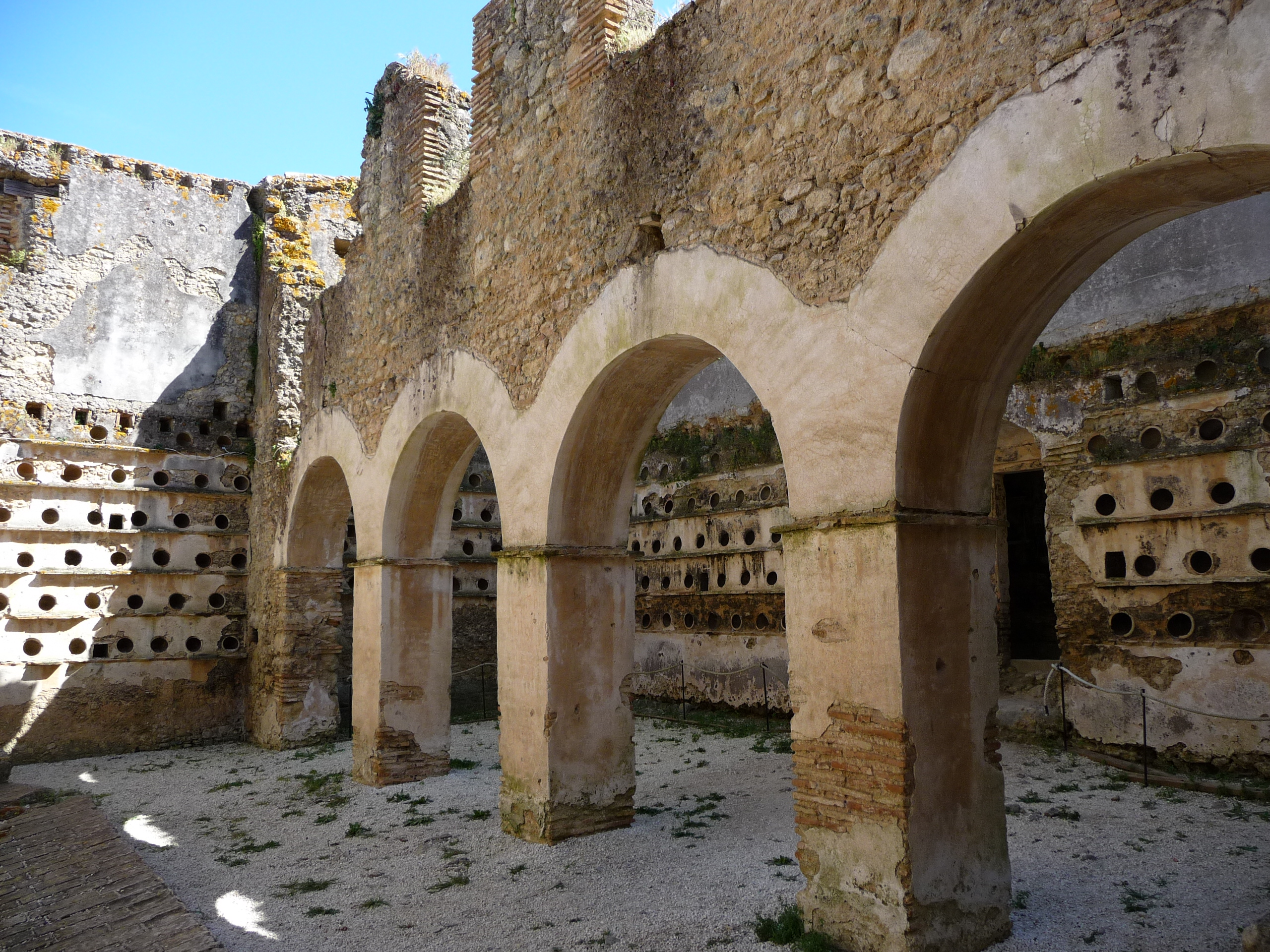
Hacienda de La Porquera, más conocida como "El Palomar de La Breña".
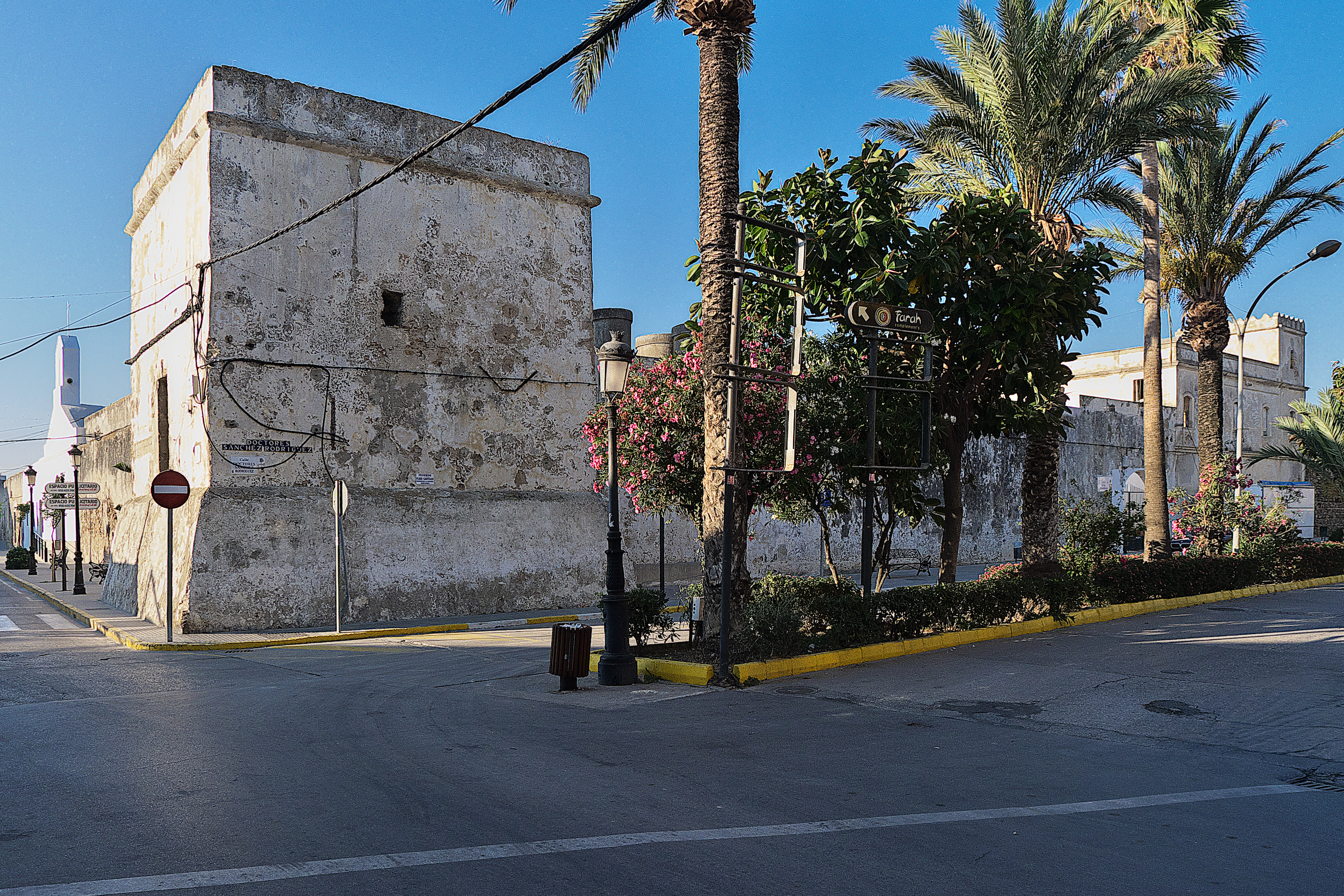
Castillo de Zahara de los Atunes.

### Instalaciones industriales

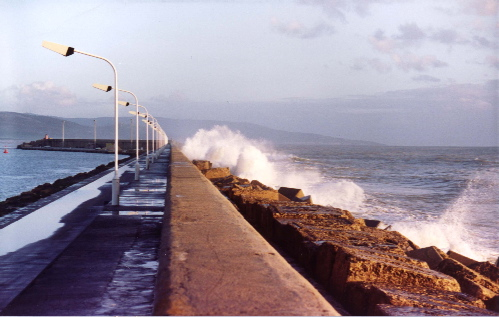
Dique de poniente del Puerto de la Albufera.

La principal instalación de estas características es el Puerto de la Albufera, inaugurado en 1961 en sustitución del viejo puerto ubicado en la desembocadura del río. El puerto de Barbate, gestionado por la Agencia Pública de Puertos de Andalucía, comprende puerto deportivo, pesquero y comercial. Ofrece servicios como estación meteorológica, servicio contraincendios, recogida de basuras y de aceites usados, cuarto de armadores, duchas y vestuarios, aparcamiento, rampa de vela ligera, pórtico elevador, varadero, punto limpio y toma de electricidad.
Además del puerto, el otro centro industrial del municipio es el polígono "El Olivar", situado en la carretera A-314 en dirección Vejer. Se trata de un polígono industrial de promoción pública, que ocupa una superficie de unos 261 463 m² y que aún no está completamente urbanizado.

### Dotaciones públicas
Centros culturales
- Lonja Vieja. Antigua lonja de pescado situada en el viejo puerto fluvial, reconvertida en salón de actos múltiples.
- Casa de la Cultura. Antiguo mercado de abastos, que acoge salas de exposiciones y charlas.
- Casa de la Juventud. Es sede de varias asociaciones juveniles que organizan diversas actividades lúdicas.
- Centro cultural el Matadero. Antiguo matadero de Barbate, que acoge la biblioteca municipal y la sede de la radio municipal.
- Salón multiusos. Sala de actos múltiples a disposición de los ciudadanos.[88]

Mercado de abastos
El mercado de abastos de Barbate se llama mercado de abastos Andalucía, aunque popularmente se le conoce como plaza de Abastos. Se ubica en el centro de Barbate, y cuenta con numerosos puestos abiertos de lunes a sábado. Alberga también la Oficina Municipal de Información al Consumidor (OMIC).
Hogar del pensionista
El hogar municipal del pensionista es un centro de día para personas mayores que se encuentra en el centro de Barbate. En él se encuentra el comedor social de Barbate.
Instalaciones deportivas
- Polideportivo municipal. Cuenta con pistas de fútbol, baloncesto, pádel, tenis y pabellón cubierto. Alberga también el estadio municipal de Deportes, sede del Barbate CF.
- Piscina municipal. Situada junto al polideportivo municipal.
- Pistas deportivas San Paulino. En la barriada del Pinar.

## Servicios públicos

### Servicios básicos
- Agua potable y saneamiento. El municipio percibe el agua del acuífero costero de Barbate, así como del Consorcio de Aguas de la Zona Gaditana, que suministra agua de los embalses de Los Hurones y Guadalcacín. El agua se almacena en un depósito de 3200 m³, desde el que parte el suministro a Zahara, que no tiene conexión directa con el Consorcio, a diferencia de Caños de Meca-Zahora, que sí tienen conexión al Consorcio a través de un depósito de 9.750 m³. Por su parte, la gestión del servicio municipal de aguas, que incluye el saneamiento, está encomendada a la empresa Aqualia mediante concesión desde el año 2012.[89][90][91][92]

- Recogida de residuos. Este servicio se lleva a cabo por los trabajadores de la correspondiente delegación municipal, salvo la recogida del cartón, plástico y vidrio, que está encomendada a la empresa GSA.[93]

- Energía. Barbate recibe la electricidad de la subestación a 66 Kv de Santa Lucía (Vejer), mediante red aérea de media tensión a 20 Kv, que llega hasta Zahara de los Atunes. De dicha subestación también parte el tendido para San Ambrosio y Caños de Meca-Zahora.[94]

### Fuerzas y Cuerpos de Seguridad
Las Fuerzas y Cuerpos de Seguridad que tienen presencia en Barbate son la Guardia Civil y el cuerpo de policía local. 
- La Guardia Civil posee en la localidad un Acuartelamiento que es casa - Cuartel y alberga varias unidades de la Guardia Civil de Barbate (Puesto Principal, Equipo de Policía Judicial y Patrulla Fiscal). Además, próximo a la entidad autónoma de Zahara de los Atunes existe otro Puesto ordinario; Puesto de la Guardia Civil de Torreplata; aunque este pertenece a la entidad de Atlanterra, término municipal de Tarifa (Cádiz).[95][96]
- La policía local, dependiente del Ayuntamiento de la localidad, tiene su sede en una comisaría, ubicada en la avenida del Mar.[88]

### Educación y sanidad
Barbate posee diez centros educativos públicos dependientes de la Consejería de Educación de la Junta de Andalucía, de los cuales seis son colegios de Educación Infantil y Primaria (CEIP Giner de los Ríos, CEIP Estrella del Mar, CEIP Bahía de Barbate, CEIP Maestra Aúrea López, CEIP Juan XXIII y CEIP Baesippo), tres son institutos de Educación Secundaria Obligatoria (IES Torre del Tajo, IES Vicente Aleixandre e IES Trafalgar) y uno es un centro de educación para adultos (Guadibeca). El IES Trafalgar es el único que ofrece Bachillerato, además de varios ciclos formativos de grado medio y superior. Zahara, San Ambrosio y Zahora cuentan con sus propios colegios rurales, en los que se imparte hasta 2.º de la ESO, y posteriormente sus alumnos continúan sus estudios en el IES Trafalgar. La universidad más cercana es la Universidad de Cádiz, concretamente el Campus de Puerto Real.
Respecto a la cobertura sanitaria pública, tanto Barbate como Zahara cuentan con centros de atención primaria del Servicio Andaluz de Salud, perteneciendo al distrito sanitario Bahía de Cádiz-La Janda, y tienen como hospital de referencia al Hospital Universitario de Puerto Real.

### Transporte público y comunicaciones
Por carretera

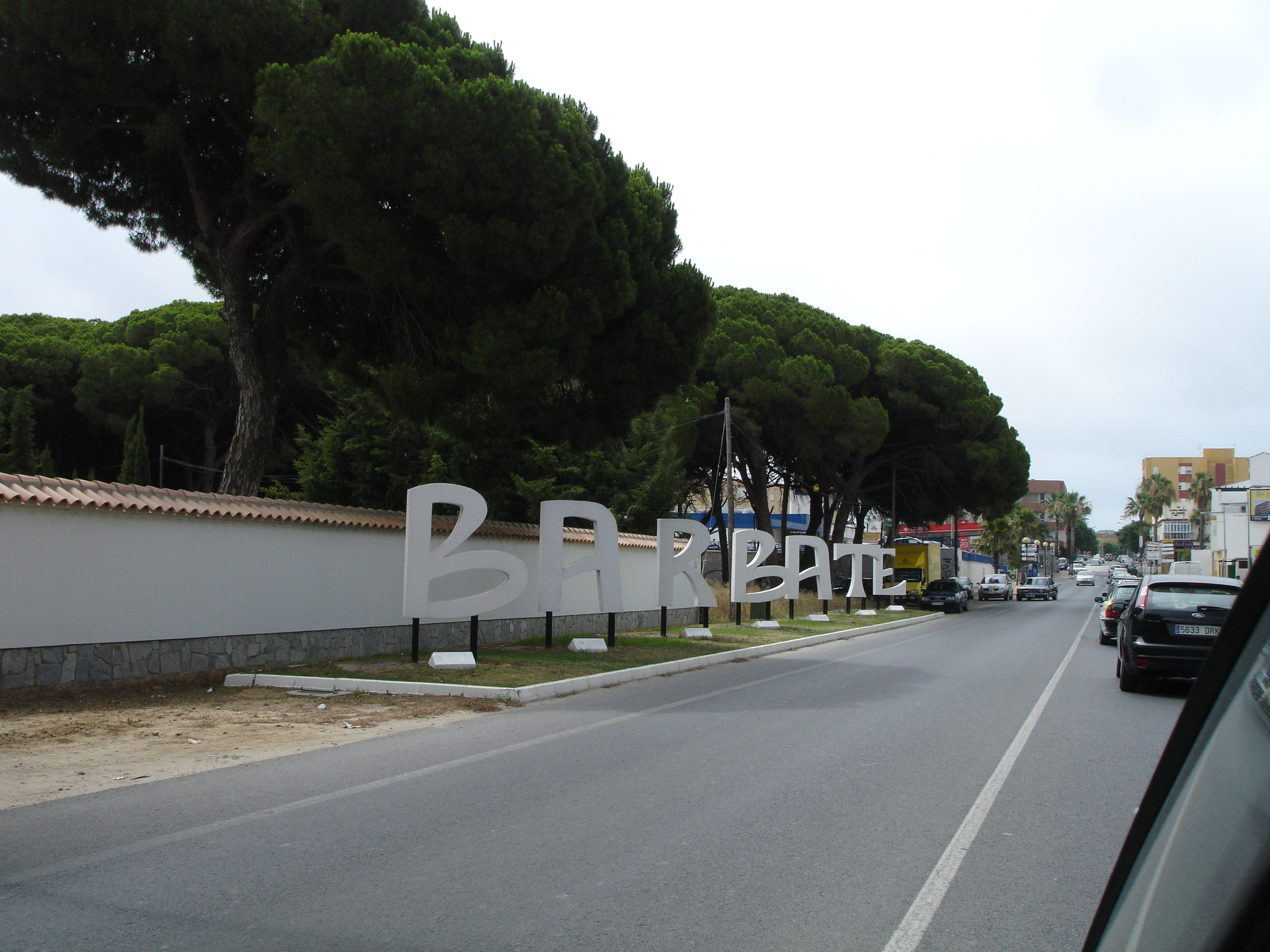
Entrada a Barbate por la carretera A-314.

Barbate tiene tres accesos por carretera:
- CA-2223, desde Zahara de los Atunes.
- A-314, desde Vejer de la Frontera, donde enlaza con la A-48.
- A-2233, desde Los Caños de Meca.

En la entrada principal de Barbate hay una estación de autobuses de la empresa Transportes Generales Comes, concesionaria de la Junta de Andalucía. Desde Barbate salen autobuses interurbanos hacia:
| - Atlanterra. - Los Caños de Meca. - Zahara de los Atunes. - Vejer de la Frontera. - Conil de la Frontera. - El Palmar de Vejer. - La Muela. - El Colorado. | - Chiclana de la Frontera. - San Fernando. - Puerto Real. - El Puerto de Santa María. - Cádiz. - Jerez de la Frontera. - Sevilla. |

Otros
La estación de tren más cercana es la de San Fernando-Bahía Sur, y el aeropuerto más próximo, el aeropuerto de Jerez.

## Cultura y ocio

### Gastronomía

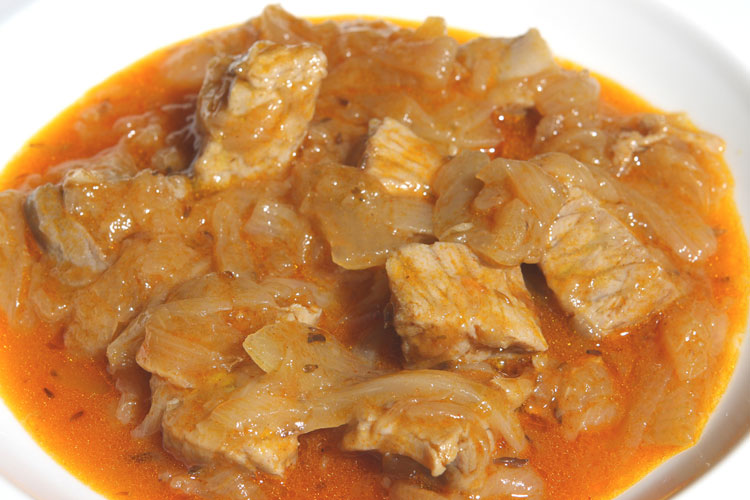
Atún encebollado, típica comida barbateña.

La gastronomía de Barbate se enmarca dentro de la gastronomía de la provincia de Cádiz, centrada en los productos del mar, en especial el atún de almadraba. Entre los diferentes platos que ofrece pueden destacarse los siguientes:
- Mojama. Producto obtenido a partir del lomo del atún, que es sometido a un proceso de curado mediante sazonado y secado al aire. Barbate, junto a Isla Cristina (Huelva), concentra la mayor parte de la producción andaluza de mojama, y desde el año 2015 cuenta con Indicación Geográfica Protegida (IGP).[106][107]
- Ijada. Se trata de la carne de la barriga del atún, la más jugosa, que es salada en salmuera y posteriormente curada.[108][109]
- Atún encebollado. Se realiza con la parte del atún conocida como "mormo". Es el plato más destacado de la zona.
- Fideos con caballas.
- Cazón en adobo.
- Recortes de atún en tomate.
- Morena frita.

### Fiestas

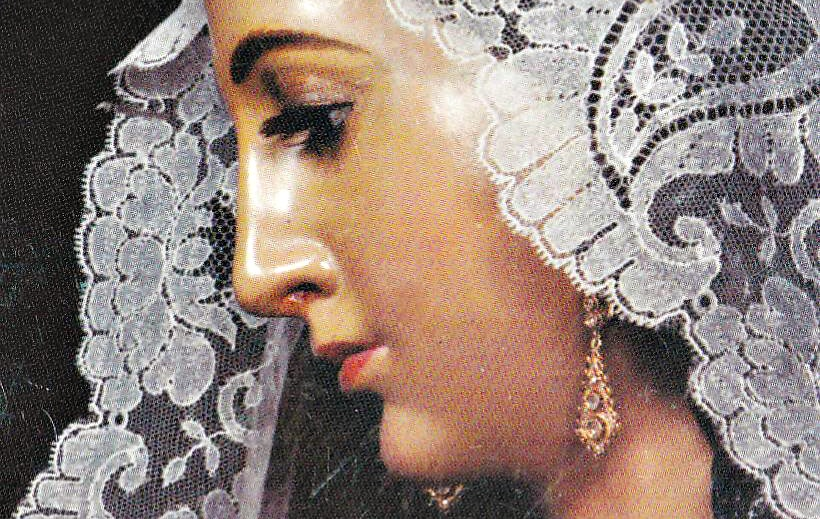
Nuestra Señora del Carmen, patrona de Barbate.

- Carnaval. Tiene lugar en febrero o marzo, una semana después que el de Cádiz capital. En el fin de semana se instala una caseta en las inmediaciones del río y, en los días próximos, las agrupaciones barbateñas y a menudo las de otras localidades actúan en diferentes lugares, sobre todo en la plaza de los Seis Grifos. A la semana siguiente, se celebra el llamado 'Carnaval de los Jartibles', con actuaciones de agrupaciones en diferentes bares y peñas.

- Semana Santa. En la Semana Santa de Barbate, las hermandades salen en procesión el Domingo de Ramos, todas las noches desde el Lunes hasta el Viernes Santo y el Domingo de Resurrección.

- Romería de Fátima. El 13 de mayo, los barbateños se desplazan en romería en honor a la Virgen de Fátima hasta el "Jarillo", en el parque natural. Esta celebración culmina con una verbena popular.[110]

- Semana Gastronómica del Atún. Se celebra desde 2008 en el mes de mayo. Es una feria gastronómica en la que, como su nombre indica, el atún es el elemento principal. En las primeras cinco ediciones se situó en el recinto ferial, pero desde el año 2013 se ubica en "La Chanca", junto a la desembocadura del río. Durante estos días se instalan casetas feriales, algunas atracciones y stands de empresas locales donde se pueden degustar los diferentes platos de la feria. Finalmente, en 2019 tras varias denuncias por el ruido, la Junta de Andalucía prohibió realizar actividades que pueda producir ruido en dicho lugar. Por ello dicho año regresó al recinto ferial aprovechando el Supersol frente al puerto recién cerrado para que en el aparcamiento se localize las casetas y en el edificio el lugar de los actos principales.[111]

- Verbena de San Juan. Los almadraberos levantinos, en sus relaciones con los de Barbate, fueron los que trajeron esta fiesta a la localidad. En la noche del 23 de junio, en las inmediaciones de "La Chanca", se queman los "juanillos", imitaciones del hombre y la mujer, que toman la figura de los personajes más destacados del año, para celebrar la llegada del verano. Es costumbre entre los barbateños bajar a la playa y refrescarse en el mar tras ver la quema.[110]

- Feria del Carmen. Se celebra durante una semana alrededor del fin de semana más próximo al 16 de julio, festividad local, en honor a la patrona, Nuestra Señora del Carmen. Las casetas y atracciones se instalan en La Chanca (hasta 2018, luego al recinto ferial), y solo abren por la noche. La fiesta más importante tiene lugar el 16 de julio, que comienza con una procesión de alabanzas de la patrona hasta la lonja pesquera, donde se celebra la eucaristía y la función de la hermandad, y a la que le sigue por la tarde una procesión marítima, terminando con la procesión de vuelta.[110]

### Tradición popular
- Tradición oral de Pablo Malia el Maltés. El inmigrante maltés Paulo Mallia es considerado por muchos como el "fundador" de Barbate. Él fue el que trajo al municipio el apellido Malia, el apellido endémico de Barbate, el cual señalan algunos historiadores locales corresponderse con un importante linaje que se remonta a la civilización minoica. Igualmente, los mismos estudios postulan que el apellido Varo, otro de los más repetidos de la localidad, se cree originario de unos patricios romanos que llegaron hasta Baesippo.[112]
- Leyenda del Ardero. "El Ardero" es como se conoce en Barbate a una figura de Jesús Nazareno que se encuentra en la iglesia de San Paulino, cuyo nombre tiene su origen en un acontecimiento histórico. Entre marzo y junio del año 1927, el Gobierno prohibió la pesca de la sardina, cuyo sistema de pesca era llamado en Barbate "arda". Esto tuvo un enorme impacto negativo en Barbate, pues la pesca de la sardina tenía una gran importancia en la economía local. Ante esta situación, los pescadores barbateños organizaron una manifestación el día del Domingo de Ramos y, aprovechando que dicho día había un acto de bendición, acudieron al Cristo Nazareno para rogarle el cese de la medida restrictiva. Según la tradición popular, esta figura de Jesús Nazareno ofreció protección a Barbate y logró acabar con el conflicto. De hecho, ese mismo día de Domingo de Ramos el Gobierno central notificó el fin de la restricción.[25][113][114]
- Origen del término "cachondeo". Se dice que el río Cachón, el arroyo que discurre por Zahara de los Atunes, es el que da nombre a la palabra "cachondeo". Cuentan que Miguel de Cervantes, durante una estancia en Zahara, quedó asombrado al ver cómo el río era una fuente de jolgorio para los zahareños, pues al salir de trabajar todos se dirigían a él para divertirse. De acuerdo con esta historia, de esa impresión el escritor enunció la conocida expresión.[29]

### Habla barbateña
El habla de Barbate y sus alrededores se caracteriza por dos tipos de aspectos. En primer lugar, aspectos fonéticos, como el ceceo y la omisión de las /s/, /r/, /l/ y /z/ finales, al igual que muchos otros municipios de Andalucía Occidental. Por otro lado, de los aspectos léxicos destacan varias cuestiones:
- Fuerte presencia de la jerga de los pescadores: "jarampa" (porcentaje ganado por la venta de una caja de pescado), "ronqueo"...
- Uso habitual de palabras que en muchas zonas de España están en desuso: "jocifar" (aljofifar, pasar la fregona), "andancia" (andancio, enfermedad epidémica), "orozú" (orozuz, planta herbácea), cartapacio (carpeta, archivador)...
- Gran variedad de palabras relacionadas con la toponimia e historia locales: "Zapal" (barrio de chabolas), "Ardero", "Chinar" (barriada de Barbate, se desconoce el significado), "Tarayuela" (atalayuela, pequeña atalaya), "Huerto Purito" (cementerio)...
- Creación de gentilicios propios: "vejeruco" (Vejer), "conilato" (Conil), "meinato" (Medina-Sidonia)...
- Locuciones adverbiales llamativas: "allá ribota" (allá arriba), "antié" (día anterior a anteayer), "ennenante" (hace poco tiempo)...
- Palabras compuestas: "muerdehuye" (mordihuí, pequeño insecto), "cochelahora" (autobús de línea), "calamosca" (instrumento para cazar moscas)...

## Ciudades hermanadas
- Larache (Marruecos).[117]